# Cisterna della Regina
La Cisterna della Regina è una grande cisterna idrica appartenuta ad una tenuta reale del XIV secolo insistente nel territorio comunale di Belpasso, provincia di Catania, presso la contrada "Piscitello - Cisterna Regina".

## Villa della Regina

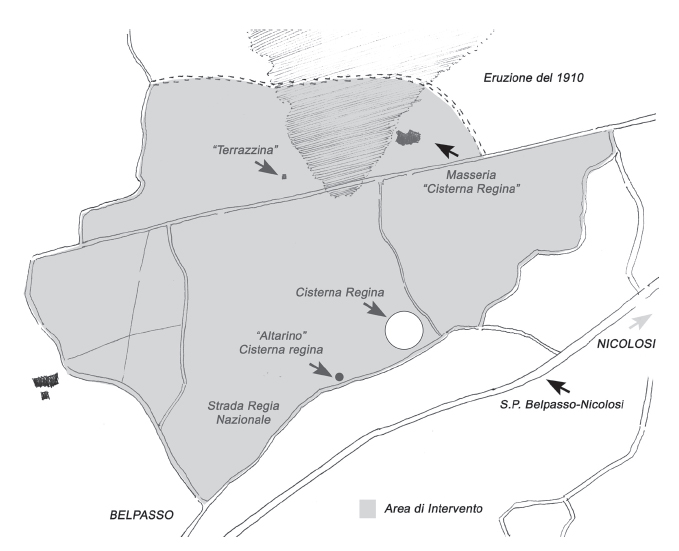
L'area di pertinenza della cisterna e l'ubicazione delle strutture rilevanti.

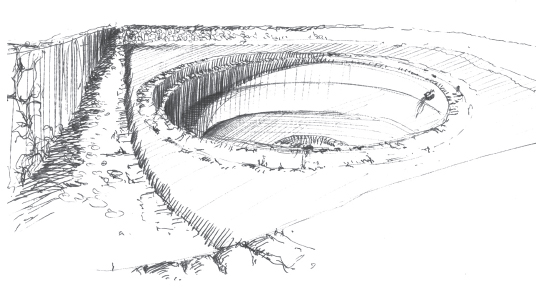
Restituzione grafica della cisterna.

La tenuta comprendeva una villa ed un giardino fatta edificare da Eleonora d'Angiò, consorte del re Federico III di Aragona, dopo la morte del marito, avvenuta nel 1337. La villa si trovava nelle vicinanze dell'antico monastero di San Nicolò l'Arena, i cui monaci riservarono alla regina una cella per la preghiera per la contemplazione, e dove morì il 9 agosto 1345.
La regina ebbe con le terre a nord di Malpasso (l'allora casale di Paternò da cui ebbe origine poi l'odierno abitato di Belpasso) un rapporto molto stretto, e come lei i molti notabili del Regno di Sicilia.
Le rovine della tenuta sono oggi comunemente denominate della Cisterna Regina e si trovano a nord-est di Belpasso.
Del vecchio fabbricato è rimasto ben poco; questo sorgeva in una zona in dolce declivio solcata dalle acque del fiume Piscitello.
La villa nel 1910 venne investita da un braccio di lava che sommerse la parte più importante del caseggiato e l'enorme cisterna che raccoglieva le acque piovane. La colata si arrestò proprio sul luogo in cui sorgeva la villa.
Il caseggiato attuale è stato edificato in tempi posteriori al disastro e dell'originario edificio resta un solo vano riconoscibile per le strutture murarie e il sistema di copertura ottenuto con l'impiego di grossi travi consumate dal tempo. Ancora oggi si possono notare parti della pavimentazione che vanno a perdersi al di sotto dell'enorme strato lavico.
I ruderi del palmento adiacente si presentano in stato di abbandono: qui era possibile notare fino a qualche tempo fa, su uno dei frontoni dei due tini, la data 1826, ricavata con l'impiego di frammenti di argilla cotta, che testimoniava l'anno in cui il manufatto subì qualche parziale rifacimento.
Su un blocco di un muraglione si nota la data 1680, e dimostra i rimaneggiamenti che le antiche strutture hanno subito nel tempo. Adiacenti al costone lavico, possono ancora notarsi dei vialetti in muratura, tutti conducenti ad una terrazzina dalla pianta rettangolare, le cui pareti su tre lati sono arricchite da una serie di sedili in muratura rivestiti da mattonelle in terracotta e formanti delle spalliere. La disposizione della struttura fa pensare che fosse un tempo connessa con la residenza di Eleonora la quale, fungendo da terrazzino panoramico.

## Cisterna

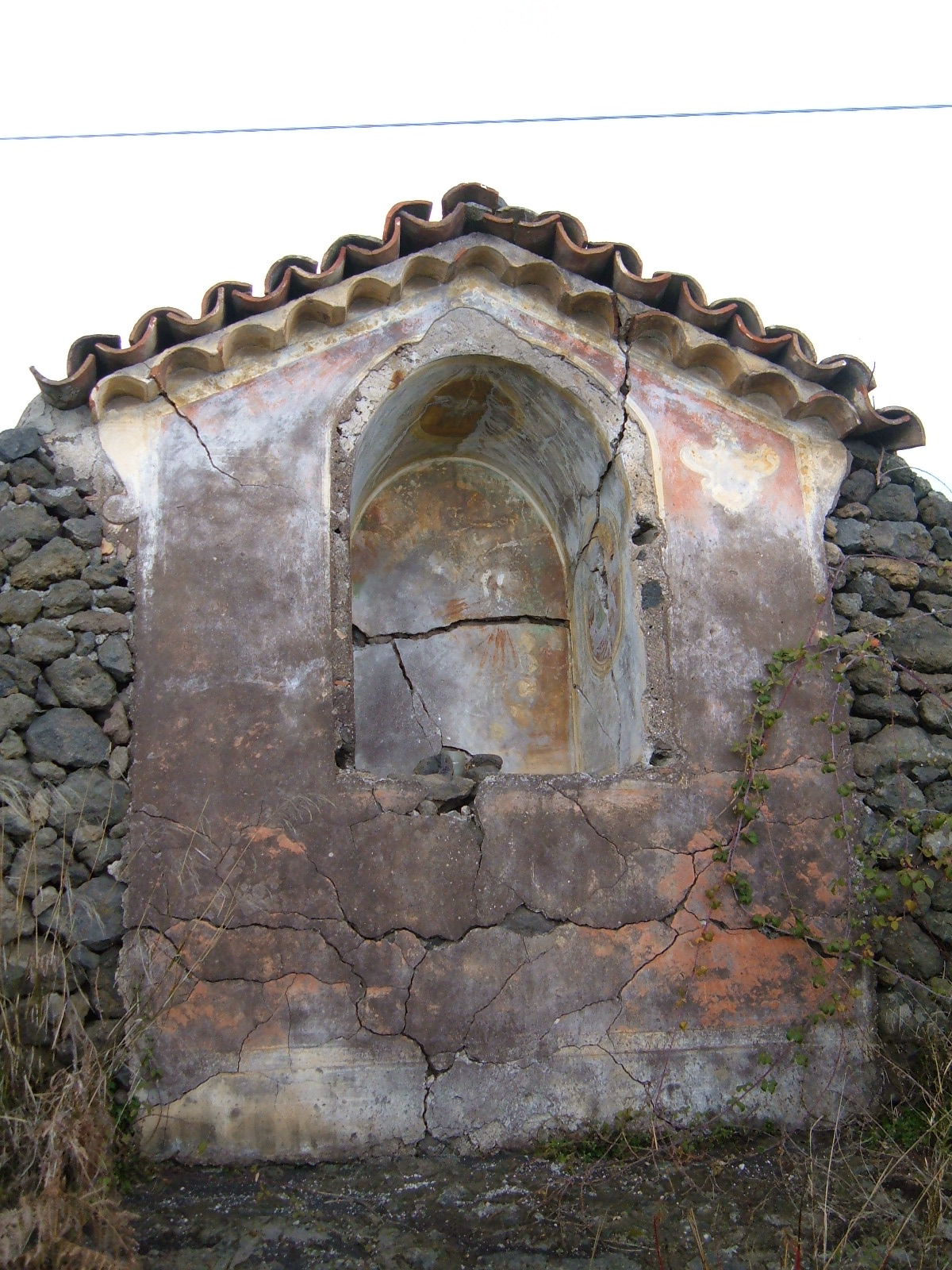
Altarino della Cisterna della Regina.

La Cisterna della Regina aveva la funzione di raccogliere le acque piovane che, dai pianori e dalle antiche trazzere più o meno lastricate, scendevano a valle. Il punto di raccolta, tuttora esistente, è una grande cisterna dal diametro di circa 35 metri a cielo aperto e avente pianta circolare. La sua profondità dovette aggirarsi intorno ai cinque-sei metri, mentre col tempo si è ridotta alla profondità di non oltre 2,5 metri.
Al suo interno si accumulano, infatti, la rena vulcanica dell'eruzione del 1669 e materiale piroclastico fuoriuscito dalla bocca effusiva dei Monti Rossi; a causa della presenza di questo materiale sabbioso, per qualche periodo della sua storia più recente, il suo interno è stato coltivato a vigneto. Le sue pareti, in qualche tratto, fanno intravedere tracce di intonaco medievale e alcuneaperture attraverso le quali, grazie ad alcuni “canaletti” in pietra lavica, l'acqua si riversava all'interno dell'invaso. Questa veniva utilizzata per soddisfare il consumo idrico necessario, per il sostentamento degli animali e per lavare i panni; infatti l'acqua, nonostante trascinasse con sé terra e detriti, nella cisterna si accumulava e decantava. Per questa ragione si potrebbe ipotizzare la presenza di una conca di decantazione sepolta sotto i sedimenti.
La Cisterna si erge proprio a ridosso dell'antica Strada Regia Nazionale (Siciliana), di grande importanza nel sistema viario dell'epoca. Percorrendo questa strada, inoltre, si può comprendere come essa collegasse il quartiere Guardia con l'antico abitato di Malpasso.

### L'altarino
Nei pressi della cisterna si affaccia anche un pregevole altare con nicchia affrescato, forse pertinente al rifacimento della villa del 1680 o allo scampato pericolo dall'eruzione dell'Etna del 1669, versa in cattive condizioni. Al suo interno si possono ammirare degli affreschi ormai sbiaditi raffiguranti la Madonna della Guardia (al centro), San Biagio (a sinistra) e Santa Lucia (a destra).  A settembre del 2011 veniva segnalato il pietoso stato di degrado in cui verte l'altare, comprese manipolazioni antropiche che gravano sull'antica struttura, minacciandone il crollo

## Galleria d'immagini

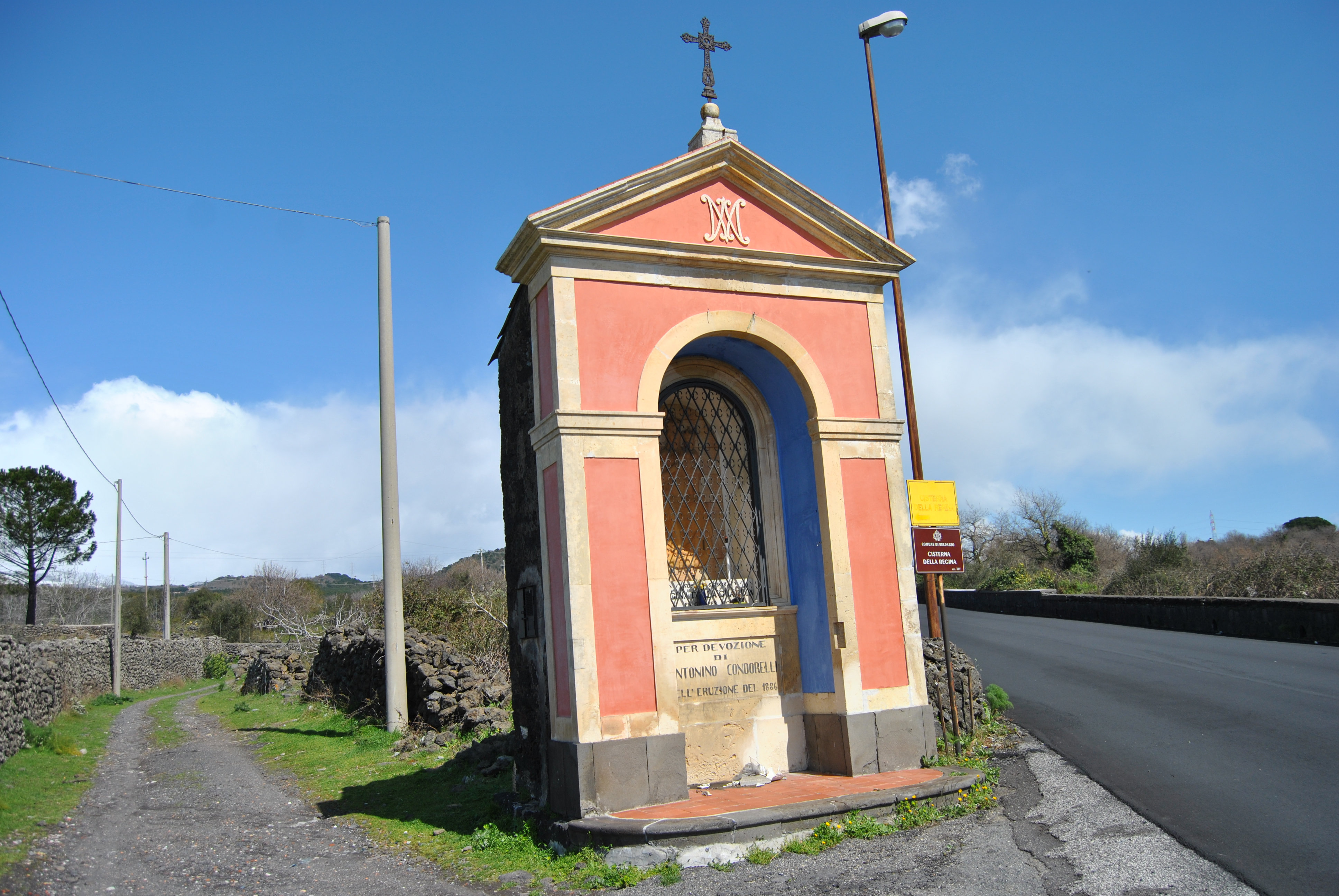
Altarino devozionale eretto da Antonino Condorelli per lo scampato pericolo durante l'eruzione del 1886. L'altare costituisce l'ingresso alla trazzera strada vicinale Piscitello la quale conduce alla Cisterna.
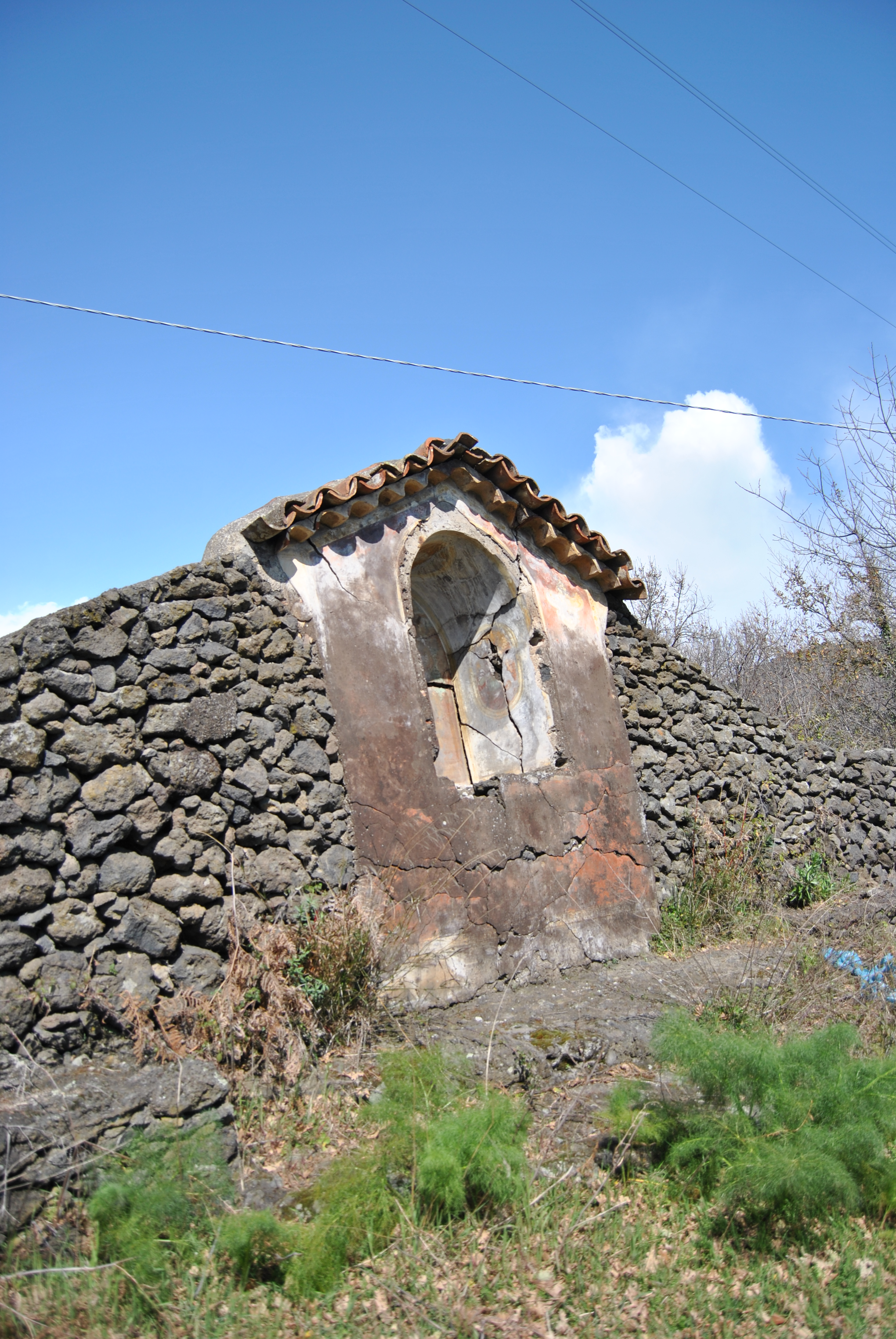
Altare devozionale tardo-manierista (XVII secolo?). L'altare sorge su un muro padronale che costeggia la strada Piscitello, a pochi metri dall'accesso alla Cisterna.
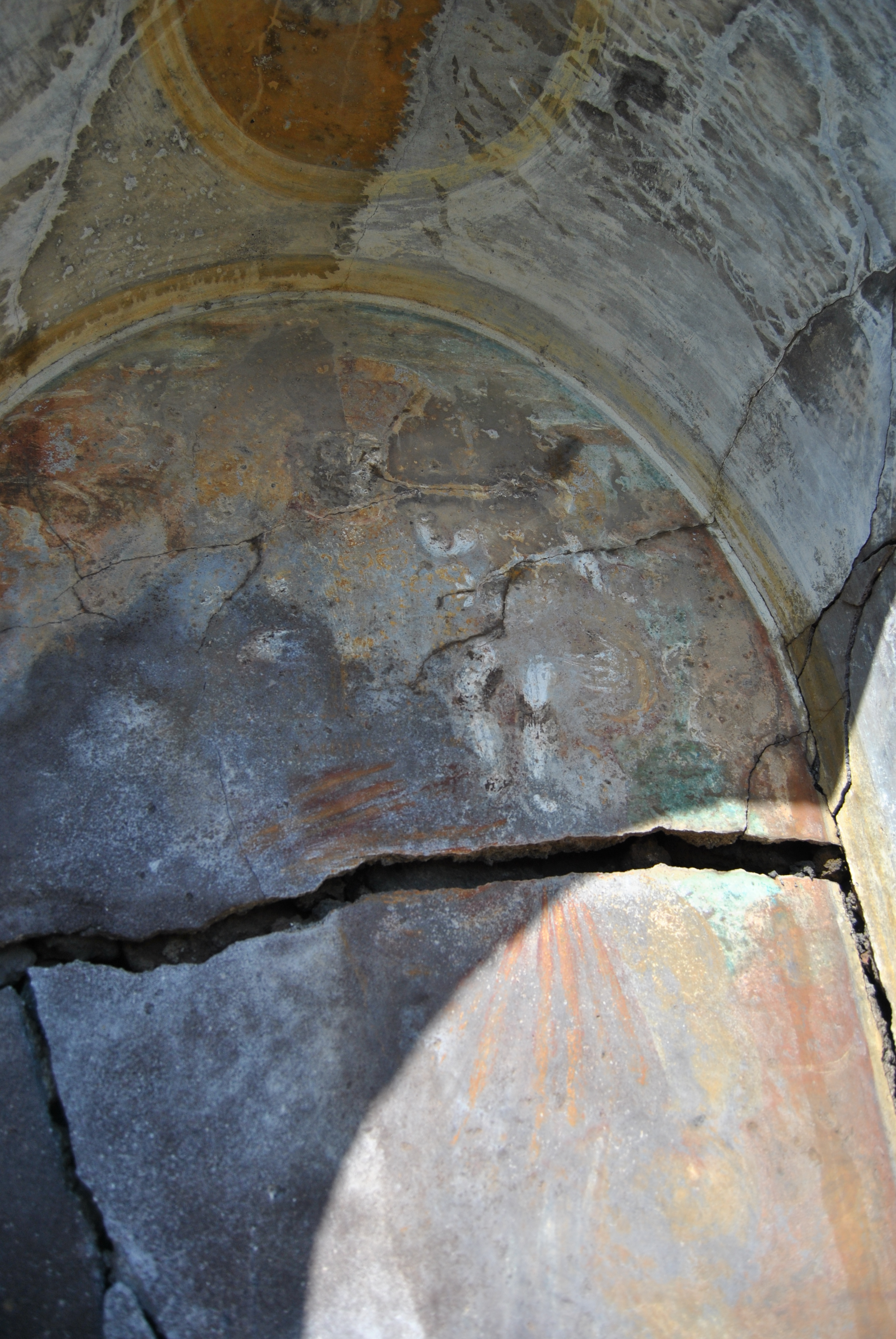
Particolare.
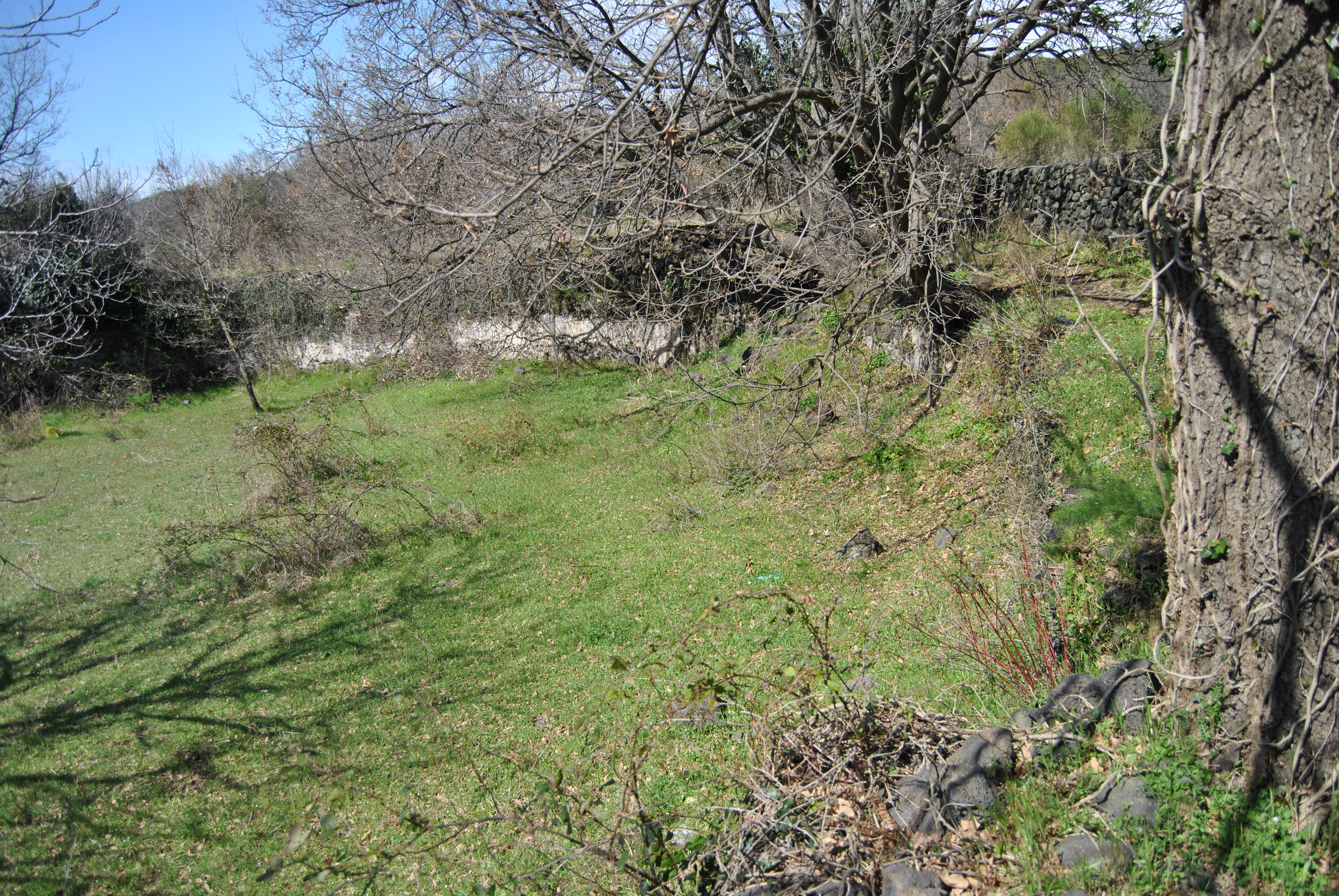
La parete nord della Cisterna. Si riconosce la malta idraulica che la coibentava.